# Прапор Золотого Поля
Прапор Золотого Поля — офіційний символ села Золоте Поле (Феодосійського району АРК), затверджений рішенням Золотополенської сільської ради від 5 листопада 2008 року.

## Опис прапора
Прямокутне полотнище зі співвідношенням ширини до довжини 2:3, що складається з трьох горизонтальних смуг — синьої, жовтої та зеленої; у верхньому синьому полі біла чаша з жовтим гроном винограду з листочками; у нижньому зеленому полі покладені навхрест два жовті колоски.